# Collotheca calva
Collotheca calva är en hjuldjursart som först beskrevs av Hudson 1885.  Collotheca calva ingår i släktet Collotheca och familjen Collothecidae. Inga underarter finns listade i Catalogue of Life.